# Gavril Balint
Gavril Pelé Balint (ur. 3 stycznia 1963 w Sângeorz-Băi) – rumuński piłkarz występujący na pozycji ofensywnego pomocnika lub napastnika, i trener piłkarski. Jest wychowankiem klubu Hebe Sângeorz-Băi. Od 1980 do 1990 roku był zawodnikiem Steauy Bukareszt, z którą pięciokrotnie zdobył mistrzostwo kraju, ponadto triumfował w Pucharze Mistrzów oraz Superpucharze Europy, i awansował do półfinału i – ponownie – do finału Pucharu Mistrzów. Był jednym z najskuteczniejszych piłkarzy Steauy, w której zwykle występował jako cofnięty napastnik, za Victorem Piţurką i Mariusem Lăcătuşem. W 1990 roku, po rewolucji rumuńskiej wyjechał do hiszpańskiego Burgos CF, gdzie w 1993 roku zakończył karierę. Z reprezentacją Rumunii brał udział w Mundialu 1990.
W 1994 roku rozpoczął pracę szkoleniową. Był asystentem kolejnych selekcjonerów drużyny narodowej – Anghela Iordănescu, Emerica Jenei i Gheorghe Hagiego, z którym następnie współpracował w Galatasaray SK i Politehnice Timișoara. Samodzielnie prowadził reprezentację tylko w jednym, towarzyskim meczu w sierpniu 2001 roku po niespodziewanej dymisji Ladislau Bölöniego. Ponadto był trenerem kilku klubów w Rumunii i Mołdawii. 21 stycznia 2010 roku został mianowany nowym selekcjonerem reprezentacji Mołdawii.

## Sukcesy piłkarskie
- mistrzostwo Rumunii 1985, 1986, 1987, 1988 i 1989, Puchar Rumunii 1985, 1987, 1988 i 1989, Puchar Mistrzów 1986, Superpuchar Europy 1987, półfinał Pucharu Mistrzów 1988 oraz finał Pucharu Mistrzów 1989 ze Steauą Bukareszt
- Król strzelców ligi rumuńskiej w sezonie 1989–1990 (19 goli)

W I lidze rumuńskiej rozegrał 264 mecze i strzelił 69 goli.

## Sukcesy szkoleniowe
- awans do ekstraklasy w sezonie 2003-04 ze Sportulem Studențesc